# Halloumi
Halloumi ali haloumi (grško Χαλλούμι (/həˈluːmi/)) je poltrdi, nezreli sir iz mešanice kozjega in ovčjega mleka, včasih pa tudi kravjega mleka. Njegova tekstura je opisana kot škripajoča. Ima visoko tališče, zato se ga lahko enostavno ocvre ali speče na žaru, zaradi česar je priljubljen nadomestek za meso. Sirilo (večinoma vegetarijansko ali mikrobno) se uporablja za sirjenje mleka pri proizvodnji halumija, čeprav se pri njegovi pripravi ne uporabljajo bakterije, ki proizvajajo kisline.
Halloumi je pogosto povezan z otokom Ciper, kjer ga že več stoletij proizvaja večetnična populacija. Priljubljena je tudi po vsem vzhodnem Sredozemlju. V Turčiji je postal široko dostopen po letu 2000. Do leta 2013 je povpraševanje v Združenem kraljestvu preseglo povpraševanje v vseh drugih evropskih državah, razen na Cipru. Ciprski sir iz ovčjega mleka v slogu halloumi proizvajajo tudi drugod po Evropi, vendar pod lokalnimi imeni, saj zaščitenega imena halloumi ni mogoče uporabiti.
V Združenih državah je Halloumi registrirana blagovna znamka v lasti ciprske vlade, medtem ko je v Združenem kraljestvu v lasti Fundacije za zaščito tradicionalnega ciprskega sira z imenom Halloumi. Zaščiten je tudi kot geografska označba v EU, kot zaščitena označba porekla (ZOP), kar pomeni, da se v EU le izdelki, izdelani v določenih delih Cipra, lahko imenujejo "halloumi". Zaščita ZOP za halloumi je bila odložena predvsem zaradi spora med proizvajalci mleka ter rejci ovac in koz glede tega, ali (in koliko) kravjega mleka lahko sir vsebuje.

## Etimologija
Ime halloumi izhaja iz moderne grščine χαλλούμι [xaˈlumi], khalloúmi, iz ciprske maronitske arabščine xallúm, nazadnje iz egipčanske arabščine حلوم ḥallūm [ħalˈluːm].
Egiptovska arabska beseda je sama po sebi izposojena iz koptskega ϩⲁⲗⲱⲙ halōm (sahidsko) in ⲁⲗⲱⲙ alōm (bohairsko) in je bila uporabljena za sir, ki so ga jedli v srednjeveškem Egiptu. Ime sira verjetno izvira iz demotske besede ḥlm "sir", ki je izpričana v rokopisih in ostraca iz rimskega Egipta iz 2. stoletja.
Ciprsko turško ime hellim izhaja iz tega vira, prav tako tudi ime različnih sodobnih egipčanskih sirov hâlûmi.

## Zgodovina
Metode izdelave halloumija verjetno izvirajo nekje v srednjeveškem bizantinskem obdobju (395–1191 n. št.). Recept za izboljšanje ḥalūm ('sira') z namakanjem najdemo v egipčanski kuharski knjigi iz 14. stoletja كنز الفوائد في تنويع الموائد : Kanz al-Fawāʾid fī Tanwīʿ al-Mawāʾid.
Najzgodnejše znane ohranjene opise ciprskega halloumija so sredi 16. stoletja zabeležili italijanski obiskovalci Cipra, od koder pogosto pravijo, da izvira. Vendar pa je vprašanje, ali se je recept za najpomembnejši halloumi rodil na Cipru in nato odpotoval v Libanon in preostali del Levanta, ali pa so se osnovne tehnike izdelave sira, ki se upira taljenju, sčasoma razvile v različnih delih vzhodnega Sredozemlja – ali oboje – nima dokončnega odgovora.
Tradicionalno so halloumi izdelovali iz ovčjega in kozjega mleka, saj je bilo na otoku malo krav, dokler jih v 20. stoletju niso prinesli Britanci. Toda ko je povpraševanje naraščalo, so industrijski sirarji začeli uporabljati vse cenejše in obilnejše kravje mleko.

## Pregled in priprava
Halloumi se pogosto uporablja pri kuhanju in ga lahko ocvremo do rjave barve, ne da bi se stopil zaradi njegovega tališča, višjega od običajnega. Zaradi tega je odličen sir za cvrtje ali žar ali ocvrt in postrežen z zelenjavo ali kot sestavina solat. Obstaja veliko receptov, ki uporabljajo halloumi poleg preprostega pečenja na žaru.
Tradicionalni halloumi je polkrožne oblike, približno velikosti velike denarnice, ki tehta 220–270 gramov. Vsebnost maščobe je približno 25 % mokre teže, 47 % suhe teže s približno 17 % beljakovin. Njegova čvrsta tekstura pri kuhanju povzroči, da pri žvečenju škripa med zobmi.
Tradicionalni halloumi je narejen iz nepasteriziranega ovčjega in kozjega mleka. Priljubljen je tudi starani halloumi. V slanici je veliko bolj suh, močnejši in veliko bolj slan.
Zaprt halloumi lahko zdrži v hladilniku celo leto.

## Prehranska dejstva
100 gramov komercialno proizvedenega pakiranega halloumija običajno vsebuje:
| Maščoba           | 26,9 g   |
| Ogljikovi hidrati | 2,2 g    |
| Proteino          | 21,2 g   |
| Energija          | 336 kcal |
| Sol               | 2,8 g    |